# Rio Barn

O rio Barn é um pequeno rio em uma área remota do distrito de Westland na Nova Zelândia. Com apenas 3 km de comprimento, ele age como drenagem principal da metade sul do pântano "Hermitage Swamp" perto da foz do rio Cascade.